# Xiuladora daurada
La xiuladora daurada (Pachycephala pectoralis) és una espècie d'ocell de la família dels paquicefàlids (Pachycephalidae) àmpliament distribuïda per gairebé tota Austràlia.